# Pic de Sabollés
El Pic de Sabollés és una muntanya de 2.655 metres que es troba al municipi de Lladorre, a la comarca del Pallars Sobirà.